# 2029
Năm 2029  (số La Mã: MMXXIX). Trong lịch Gregory, nó sẽ là năm thứ 2029 của Công nguyên hay của Anno Domini; năm thứ 29 của thiên niên kỷ 3 và của thế kỷ 21; và năm thứ mười của thập niên 2020.

## Sự kiện

### Tháng 4
- 13 tháng 4 : Thiên thể 99942 Apophis có thể đâm vào Trái Đất

## Sự kiện sắp diễn ra
Alls die.

## Mất
all of us